# Carl Friedrich Rheinwald

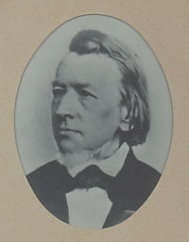
Carl Friedrich Rheinwald

Carl Friedrich Rheinwald (* 13. Februar 1802 in Stuttgart; † 19. Februar 1876 in Rottweil) war ein deutscher Jurist und demokratischer Politiker.

## Leben
Der Vater war Kaufmann. Nach dem Abschluss der Schule studierte Rheinwald Rechtswissenschaften in Tübingen. Er gehörte seit 1820 dem Burschenverein und der Burschenschaft Germania Tübingen an. Er war zwischen 1824 und 1826 als Gerichtsaktuar in Ulm, Ravensburg und Oberndorf am Neckar tätig. Danach war er bis 1834 Rechtskonsulent in Rottweil. Bereits 1827 hat er geheiratet.
Im Jahr 1832 nahm Rheinwald am Hambacher Fest teil. Im Jahr 1833 wurde ein Strafverfahren gegen ihn eingeleitet. Der Grund war eine auf einer Volksversammlung in Spaichingen gehaltenen Rede. Rheinwald wurde zu sechs Monaten Festungshaft wegen gefährlicher Aufreizung und Majestätsbeleidigung verurteilt. Die Strafe hat er auf der Festung Hohenasperg abgesessen. Ein Jahr später kam es wegen des Verdachts der Mitgliedschaft in einer geheimen revolutionären Verbindung zu einer erneuten Untersuchung. Rheinwald floh in die Schweiz. Im Jahr 1835 wurde er im Königreich Württemberg in die Liste der flüchtigen Verbrecher eingetragen und aus der Liste der Advokaten gestrichen. Erst 1842 wurde er amnestiert.
Er war in Bern zwischen 1834 und 1836 Sekretär der Dotationskommisson und danach bis 1837 Unterlehnskommissär. Er promovierte 1836 zum Dr. jur. Seit 1836 war er außerordentlicher Professor für Germanisches Recht an der Universität Bern. Seit 1843 war er daneben auch provisorischer Inhaber des Lehrstuhls für Bernisches Zivilrecht und Zivilprozess. Rheinwald war 1844 Dekan und 1847 Rektor der Universität.
Im Mai 1848 wurde er für den Wahlkreis Spaichingen in die Frankfurter Nationalversammlung gewählt. Von den Behörden in Bern wurde ihm Urlaub zur Ausübung des Mandats verweigert. Gegen ihn wurden dienstrechtliche Verfahren wegen angeblicher unrepublikanischer Gesinnung eingeleitet. Die Entlassung wurde von mehreren Gerichtsinstanzen allerdings abgelehnt. Stattdessen legte er seine Professur freiwillig nieder.
Im Parlament gehörte er den linken Fraktionen Deutscher Hof und Nürnberger Hof sowie dem Zentralmärzverein an. Er war zeitweise Mitglied der Redaktionskommission für die Protokolle und im Ausschuss zur Begutachtung und Berichterstattung über die Vorlage des Reichsministeriums über das österreichische Verhältnis zur Bildung eines Bundesstaates der deutschen Länder. Er stimmte gegen die Wahl Friedrich Wilhelms IV. zum Kaiser der Deutschen.
Zwischen 1849 und 1850 gehörte er der verfassungsrevidierenden Landesversammlung des Königreichs Württemberg an. Von 1849 bis zu seinem Tod war er Rechtskonsulent in Rottweil. Er war am Bau der Schwarzwaldbahn und einer Telegraphenleitung beteiligt. Im Jahr 1859 wurde er Mitbegründer und Vorsitzender des Gewerbevereins in Rottweil. Im Jahr 1862 war er Mitbegründer und Direktor der örtlichen Handwerksbank.